# Wyjazd Marysieńki z Wilanowa
Józef Brandt, znany polski malarz, stworzył obraz zatytułowany "Wyjazd Marysieńki z Wilanowa", który jest jednym z jego bardziej rozpoznawalnych dzieł w zbiorach Muzeum Narodowego w Kielcach, gdzie trafił w 1974 roku. Został on namalowany w Monachium, w 1897 roku. 

## Opis dzieła
Obraz ilustruje moment wyjazdu Marysieńki Sobieskiej z Wilanowa, co miało miejsce w kontekście historycznym związanym z jej relacją z królem. Scena jest pełna detali, które oddają atmosferę epoki oraz emocje postaci. Odziana w futra Marysieńka wraz ze swoją służką zasiada w bogato zdobionych saniach, zaprzężonych w parę lśniących karych koni. Zwierzęta przyozdobione są złotymi czaprakami nabijanymi guzami, a ich głowy zdobią paradne pióra. Z lewej strony sań majestatycznie podąża husarz na równie potężnym karym wierzchowcu, dzierżący w prawej dłoni biało-czerwony proporzec, który powiewa na wietrze. Za nimi rozciąga się orszak królewskiej straży oraz służby, ukazujący potęgę i przepych. U dołu obrazu, niedaleko jego krawędzi, Brandt uchwycił biegnącego błazna z lutnią przy boku. Jego strój, pełen pasów i żywych barw, kontrastuje z rozwianym czerwonym płaszczem, a na twarzy lśni groteskowa maska, wprowadzając element lekkości do tej sceny pełnej królewskiego splendoru.

## Styl i technika
Brandt był znany z mistrzowskiego oddania ruchu i szczegółów w swoich obrazach. W "Wyjeździe Marysieńki" można dostrzec jego umiejętności w zakresie kompozycji oraz realistycznego przedstawienia postaci i otoczenia. Artysta zastosował bogatą paletę barw, co nadaje dziełu głębię i dynamikę.

## Kontekst historyczny
Józef Brandt był przedstawicielem tzw. szkoły monachijskiej, która miała znaczący wpływ na rozwój malarstwa polskiego w XIX wieku. Jego prace cieszyły się dużym uznaniem zarówno w kraju, jak i za granicą. Obraz „Wyjazd Marysieńki” wpisuje się w bogaty kontekst twórczości Józefa Brandta, w której często odwoływał się do historii Polski, a także do własnej fascynacji tematyką batalistyczną, scenami rodzajowymi z udziałem koni oraz ważnymi rocznicami, takimi jak obchody związane z Odsieczą Wiedeńską. Jan III Sobieski, pełniący rolę króla Polski od 1674 roku, zmarł w Wilanowie w 1696 roku. W związku z tym cykl szkiców i późniejszych obrazów stworzonych przez Brandta można interpretować jako hołd rocznicowy, mający na celu upamiętnienie postaci króla w 200. rocznicę jego śmierci.

## Ciekawostka
Dzieło to bywa często mylone z innym obrazem, namalowanym w zbliżonym okresie, zatytułowanym „Wyjazd Jana III i Marysieńki z Wilanowa”, który obecnie stanowi część kolekcji Muzeum Narodowego w Warszawie.